# Tara Browne
Tara Browne (4 de marzo de 1945 - 18 de diciembre de 1966) fue un joven socialité irlandés radicado en Londres. Es hoy más famoso por servir como fuente de inspiración de la canción de los Beatles "A Day in the Life". 

## Biografía
Browne era hijo de Dominick Browne, 4° Barón Oranmore y Browne, un miembro angloirlandés de la Cámara de los Lores desde 1927 que más tarde se hizo famoso por haber servido en esa cámara más tiempo que cualquier otro par, siendo finalmente expulsado durante las reformas del gobierno en 1999; y Oonagh Guinness, heredera de la fortuna Guinness y la más joven de las tres "Golden Guinness Girls". Uno de sus hermanos mayores fue Garech Browne, un entusiasta de la música tradicional irlandesa y miembro fundador de The Chieftains, grupo líder en Irlanda de músicos tradicionales. 
Tara Browne fue miembro de la escena contracultural del Swinging London de los años 1960. Iba a heredar un millón de libras a los veinticinco años. En agosto de 1963, con dieciocho, se casó con Noreen "Nicky" McSherry, y pronto tuvieron dos hijos, Dorian y Julian.
Al cumplir veintiún años, organizó una lujosa fiesta en la mansión neogótica familiar de Luggala, condado de Wicklow, Irlanda a donde dos aviones privados trasladaron a los casi doscientos invitados entre los que se incluyeron Paul Getty, Mick Jagger, Brian Jones y su entonces novia Anita Pallenberg, y Paul McCartney.

### Muerte
El 18 de diciembre de 1966, Browne conducía su Lotus Elan a través de South Kensington junto a su novia la modelo Suki Potier a mucha velocidad (algunos informes suponen que excedieron los 170 km/h). No se sabe si estaba bajo la influencia de drogas o alcohol. No vio un semáforo y a través de la unión de Redcliffe Square y Redcliffe Gardens, impactó contra un camión estacionado. Debido a las graves heridas sufridas, falleció al día siguiente. Potier afirmó que Browne desvió el coche para absorber el impacto del accidente para salvar la vida de ella. 
A Browne le sobrevivieron su esposa separada Noreen (McSherry) y sus dos hijos, Dorian y Julian Browne.

## A Day in the Life
El 17 de enero de 1967, John Lennon, un amigo de Browne, estaba componiendo música en su piano y leyendo el Daily Mail de Londres. Al hacerlo, leyó un informe sobre el veredicto del forense sobre la muerte de Browne. Trabajó la historia en la canción "A Day in the Life", que fue publicada más tarde en el álbum Sgt. Pepper's Lonely Hearts Club Band. El primer verso presenta las líneas: 
| Original | Traducción en español |
| He blew his mind out in a car, He didn't notice that the lights had changed, A crowd of people stood and stared, They'd seen his face before, Nobody was really sure If he was from the House of Lords. | Él voló su mente en un automóvil, No se dio cuenta de que el semáforo había cambiado, Una multitud de personas se quedó allí mirando, Habían visto su cara antes, Nadie estaba realmente seguro Si él era de la Cámara de los Lores. |

Sin embargo, la canción del otro autor y compositor, Paul McCartney, tuvo una inspiración muy diferente. Él es citado diciendo: "El verso sobre el político que vuela su mente en un automóvil lo escribimos juntos. Ha sido atribuido a Tara Browne, heredero de Guinness, el cual no creo que sea el caso, sin duda, como lo estábamos escribiendo, yo no estaba atribuyéndolo a Tara en mi cabeza. En la cabeza de John podría haber pasado. En mi cabeza me estaba imaginando a un político bombeado en drogas que se había parado en un semáforo y no se dio cuenta de que las luces habían cambiado. El “voló su mente” era una pura referencia a las drogas, nada que ver con un accidente de auto."
Un memorial poco conocido a Browne fue compuesto por Seán Ó Riada.